# Giuseppe Dalla Torre del Tempio di Sanguinetto (Rechtswissenschaftler)

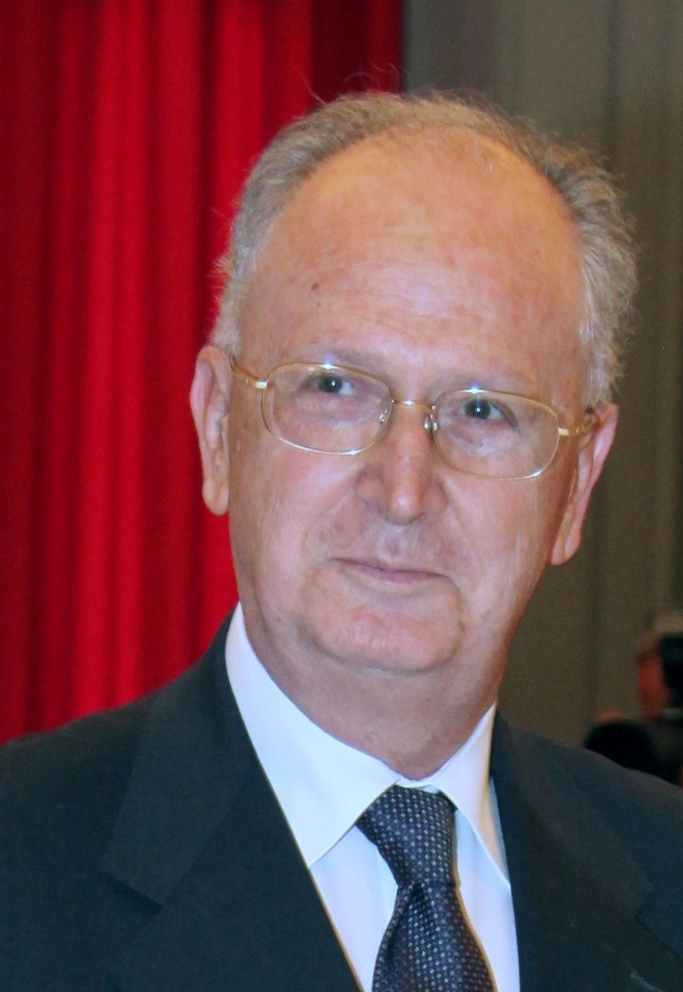
Giuseppe Dalla Torre del Tempio di Sanguinetto (2011)

Conte Giuseppe Dalla Torre del Tempio di Sanguinetto (* 27. August 1943 in Rom; † 3. Dezember 2020 ebenda) war ein italienischer Rechtswissenschaftler. Er war Präsident des Tribunale dello Stato della Città del Vaticano, dem Gericht des Vatikanstaates.
Er war von 1991 bis 2014 Rektor der Libera Università Maria SS. Assunta (LUMSA). Er war von 2011 bis 2017 General-Statthalter des Ritterordens vom Heiligen Grab zu Jerusalem und von 2001 bis 2015 Delegat des Heiligen Stuhls bei der internationalen Organisation UNIDROIT.

## Familie
Giuseppe Dalla Torre stammte aus einer Adelsfamilie aus Treviso. Sein Vater war Paolo Dalla Torre (1910–1993), Conte von Sanguinetto, und seine Mutter Antonietta Pulvirenti De Grazia. Sein Vater war Kunsthistoriker und Generaldirektor der Vatikanischen Museen von 1961 bis 1975. Der Großvater Giuseppe Dalla Torre (1885–1967) war ein Journalist und von 1924 bis 1960 Direktor des L’Osservatore Romano, der Tageszeitung des Vatikans.
Sein Bruder war der Literaturwissenschaftler Fra' Giacomo Dalla Torre del Tempio di Sanguinetto; er war seit 2009 Großprior des Großpriorates von Rom des Malteserordens und war seit dem 29. April 2017 Statthalter des Großmeisters und seit dem 2. Mai 2018 bis zu seinem Tode der 80. Großmeister des Malteserordens.

## Leben
Dalla Torre graduierte 1967 in Rechtswissenschaften an der Universität La Sapienza und wurde 1968 in Kanonischem Recht an der Päpstlichen Universität Gregoriana promoviert. Er war Wissenschaftlicher Mitarbeiter an der Universität Modena und  Assistent Professor an der Universität Bologna. 1980 wurde er an der Universität Bologna zum ordentlichen Professor berufen. Er lehrte von 1980 bis 1990 Kirchenrecht und von 1987 bis 1990 Verfassungsrecht. Er hielt Vorlesungen an der Lateranuniversität, Urbaniana und am Angelicum.
Von 1976 bis 1983 war er im Auftrag der italienischen Regierung Sekretär der Delegation zur Revision der Lateranverträge zwischen dem Heiligen Stuhl und dem Staat Italien. Er ist
Berater einiger päpstlichen Ministerien.
Giuseppe Dalla Torre war bis Oktober 2019 Präsident des Tribunale dello Stato della Città del Vaticano, dem Gericht des Vatikanstaates, und war Vorsitzender Richter im Vatileaks-Prozess gegen Paolo Gabriele.
Von 1991 bis 2014 war Giuseppe Dalla Torre Rektor der römischen Libera Università Maria SS. Assunta (LUMSA), an der er auch Öffentliches Recht und Kirchenrecht lehrt. Er ist Vizepräsident der Koordinierungsstelle der Universitäten Roms (CRUL – Coordinamento delle Università del Lazio) und der Rektorenkonferenz der italienischen Universitäten (CRUI – Conferenza dei Rettori delle Università Italiane). Er war Präsident des Zentralverbandes der italienischen katholischen Juristen (Unione Giuristi Cattolici Italiani). Er war Mitglied des Consiglio Scientifico dell’Istituto “Enciclopedia Treccani” und Präsident des wissenschaftlichen Beirates des Istituto Vittorio Bachelet. Er ist Mitglied der nationalen Bioethikkommission Italiens (Comitato Nazionale per la Bioetica) und war Berater des Ministerratspräsidiums von Mario Monti.
Seit 2011 war Giuseppe Dalla Torre als Nachfolger von Peter Graf Wolff-Metternich zur Gracht Generalstatthalter des Ritterordens vom Heiligen Grab zu Jerusalem. Edwin Frederick O’Brien, Kardinal-Großmeister des Ritterordens vom Heiligen Grab zu Jerusalem, ernannte ihn am 26. Juni 2016 in Rom zum Kollarritter. Am 27. Juli 2017 übergab er das Amt des Generalstatthalters an Agostino Borromeo. Am 24. Oktober 2017 wurde er von Kardinal-Großmeister Edwin Frederick O’Brien zum Ehren-General-Statthalter des Päpstlichen Laienordens ernannt. Zudem wurde er für sein Wirken mit der Goldenen Palme von Jerusalem ausgezeichnet.
Dalla Torre veröffentlichte über 500 wissenschaftliche Publikationen, darunter Monographien und Aufsätze zu Themen des kanonischen Rechts, Kirchenrechts sowie des italienischen öffentlichen Rechts und Verfassungsrecht.
Giuseppe Dalla Torre del Tempio di Sanguinetto starb an den Folgen von einer SARS-CoV-2-Infektion.

## Ehrungen und Auszeichnungen
- Großes Goldenes Ehrenzeichen am Bande für Verdienste um die Republik Österreich[11] (2006)
- Großkreuz (Cavaliere di Gran Croce) des Verdienstordens der Italienischen Republik (2007)
- Ehrenpräsident der Associazione Italiana Docenti Universitari (AIDU)
- Mitglied des Nationalen Instituts für Romanistik (Istituto nazionale di studi romani)
- Ehrenmitglied der Nationalen Akademie der Wissenschaften, Literatur und Kunst von Modena (Accademia nazionale di scienze lettere e arti (Modena))
- Ehrenpräsident der Unione Giuristi Cattolici Italiani
- Großkreuz des Ritterordens vom Heiligen Grab zu Jerusalem
- Kollarriter des Ritterordens vom Heiligen Grab zu Jerusalem (2016)
- Ernennung zum Ehren-General-Statthalter des Ritterordens vom Heiligen Grab zu Jerusalem (2017)
- Goldene Palme von Jerusalem (2017)

## Schriften
- L’attività assistenziale della Chiesa nell’ordinamento italiano, Giuffrè, Milano 1977
- Chiesa particolare e comunità politica, Mucchi editore, Modena 1983
- La riforma della legislazione ecclesiastica. Testi e documenti per una ricostruzione storica, Pàtron, Bologna 1985
- La questione scolastica nei rapporti fra Stato e Chiesa, II edizione, Pàtron, Bologna 1989
- Il primato della coscienza. Laicità e libertà nell’esperienza giuridica contemporanea, Studium, Roma 1992
- Le frontiere della vita. Etica, bioetica e diritto, Studium, Roma 1997
- Diritto e Santità. Sondaggi nella Storia del diritto Canonico, Giappichelli, Torino 1999
- La cittadinanza. Problemi e dinamiche in una società pluralistica, scritti raccolti da Giuseppe Dalla Torre e Francesco D’Agostino, Giappichelli, Torino 2000
- Lezioni di diritto ecclesiastico, II edizione Torino 2002
- Europa, quale laicità? San Paolo, Cinisello Balsamo 2003
- La Libera Università “Maria Ss. Assunta” – LUMSA. Storia di un’idea, Aracne, Roma 2003
- Il fattore religioso nella costituzione – Analisi e interpretazioni – II edizione, Giappichelli, Torino 2003
- Carlo d’Austria. Ritratto spirituale, II edizione rivista e aggiornata, Ancora, Milano 2004
- Radio Vaticana e ordinamento italiano, a cura di Giuseppe Dalla Torre e Cesare Mirabelli, Giappichelli, Torino 2005
- Annali 2002-2004, a cura di Giuseppe Dalla Torre, Giappichelli, Torino 2005
- Conoscere il Diritto Canonico, con Geraldina Boni, Studium, Roma 2006
- Conoscere il diritto Ecclesiastico, con Paolo Cavana, Studium, Roma 2006
- Matrimonio e famiglia. Saggi di Storia del diritto, Aracne Roma 2006
- Lezioni di Diritto Canonico, III edizione, Giappichelli, Torino 2006
- L’archetipo dell’amore fra gli uomini. Deus caritas est: riflessione a più voci sull’Enciclica di Benedetto XVI, Studium, Roma 2007
- Lessico della laicità, Studium, Roma 2007
- La città sul monte. Contributo ad una teoria canonistica sulle relazioni fra Chiesa e Comunità politica, III edizione, Ave, Roma 2007
- Dio e Cesare. Paradigmi cristiani nella modernità. Città Nuova, Roma 2008
- Lezioni di diritto ecclesiastico, IV edizione, Giappichelli, Torino 2011